# Стригетура
Стригету́ра (рум. strigătură, дослівно: кричалка, вигук) — — своєрідний жанр фольклору румунів і молдаванів, різновид народної поезії, як правило, у віршах, епіграматичного характеру, із сатиричними натяками чи жартами або сентиментальним змістом, який вигукують на селі під час народних гулянь і свят, по ходу танців тощо.
Тематика стригетур стосується зазвичай характерних рис окремих осіб сільської громади, й часто стосунків, які склалися між членами цієї соціальної групи. Стригатура виражає етичне, моралізаторське судження, судження групи, навіть якщо воно виходить з конкретного випадку. Динамічна структура стригатури, її стисла форма, обмежена 4, 5, 6, максимум 8 рядками, покликана забезпечити її функціональність, відповідну обставинам, за яких вона виголошується.
Юнацька стригатура часто має сексуальний підтекст, зокрема, хлопці викрикують непристойні жарти, поради, хизуються мужністю, силою, своїми любовними пригодами або й залицяються.
Дуже популярними є весільні стригетури, як частина весільного репертуару і обрядовості. Кричалки тут звернені насамперед до молодої, якій належить найважливіша роль, нареченого, малої свекрухи, великої свекрухи та кумів.
У деяких селах досі зберігся давній звичай «гукання по селу», який дослідники вважають «судом». З настанням ночі учасники піднімаються на вершини пагорбів поблизу села, розділяючись на дві групи, «кричачи над селом» і повідомляючи селянам імена тих, хто поводився менш коректно протягом року, і тих, хто відхилявся від поведінкових норм колективу, проявляв лінощі, скупість, жадібність, пішов на шлюб за розрахунком і таке інше.
Стригетури виконувались також під час збирання врожаю, на посиденьках, вечірках тощо.

## Джерело
- Введение // Молдавский фольклор, Кш.: «Картя Молдовеняскэ», 207 с. — С. 10 (рос.)